# Motala ström
Motala ström ist ein Fluss in Schweden zwischen den Städten Motala am Vättern (von der er den Namen hat) und Norrköping an der Ostsee.
In Norrköping war der Fluss von großer Bedeutung, da man mit ihm schon seit dem Mittelalter Mühlen antrieb und für weitere Fabrikanlagen einsetzte. Etwa zur gleichen Zeit wurden am Fluss viele Befestigungsanlagen und Herrenhöfe gebaut, von denen der Verkehr auf dem Wasser überwacht wurde.
Schon seit der Wikingerzeit wurden die Stromschnellen des Flusses überwunden, indem man die Boote mit Hilfe von Pferden durch sie hindurch treidelte. Diese Vorgehensweise ist durch Felsritzungen, die sich in der Nähe des Flusses befinden, dokumentiert. Im Verlauf des Motala ström liegen sieben Wasserkraftwerke mit einer Gesamtleistung von circa 55.000 kW.
Der Motala ström bildet einen Teilabschnitt des Göta-Kanals.